# 布雷斯倫 (密歇根州)
布雷斯倫（英語：Brethren）是位於美國密歇根州馬尼斯蒂縣迪克森鎮區的一個普查規定居民點。

## 人口
根據2020年美國人口普查的數據，布雷斯倫的面積為3.40平方千米，當中陸地面積為3.31平方千米，而水域面積為0.09平方千米。當地共有人口331人，而人口密度為每平方千米97.35人。